# リン酸アセチルトランスフェラーゼ
リン酸アセチルトランスフェラーゼ（phosphate acetyltransferase, PAT）は、リン酸と補酵素Aの間でアセチル基の転移を触媒する転移酵素である。
アセチルCoA + リン酸 {\displaystyle \rightleftharpoons } CoA + アセチルリン酸